# Estación de Yera
Yera es una estación de ferrocarril situada en el municipio español de Vega de Pas, en la comunidad autónoma de Cantabria. Las instalaciones formaban parte del ferrocarril Santander-Mediterráneo, cuya sección final nunca llegó a concluirse. En la actualidad el recinto ferroviario se encuentra abandonado.

## Situación ferroviaria
De acuerdo con el proyecto, estaba previsto que las instalaciones estuvieran situadas en el punto kilométrico 16,952 del trazado de ancho ibérico Santelices-Boo que formaba parte del ferrocarril Santander-Mediterráneo. El kilometraje del ferrocarril se reiniciaba en Santelices, al tratarse de una nueva variante.

## Historia
Tras la nacionalización de la red ferroviaria española, en 1941, el Estado tomó la decisión de completar la construcción del ferrocarril Santander-Mediterráneo. Se optó por un nuevo trazado que seguiría ruta Santelices-Boo y dispondría de ocho estaciones, entre las cuales se encontraba la de Yera, que llegó a ser construida. Las instalaciones disponían de un edificio de viajeros, un muelle y un almacén de mercancías, andenes, etc. El recinto se encontraba situado a unos 3 kilómetros de la boca norte del túnel de La Engaña. No obstante, los trabajos de prolongación del ferrocarril Santander-Mediterráneo fueron abandonados en 1959 y ni siquiera llegó a tenderse la vía en los tramos construidos. Esto significó que la estación de Yera nunca llegase a entrar en servicio.

## Rehabilitación
En 2022 el Gobierno de Cantabria aprobó la rehabilitación integral de los edificios existentes y su entorno, con el fin recuperará los activos abandonados para convertirlos en un proyecto turístico sostenible y generar actividad económica en una comarca con riesgo de despoblación. Con un presupuesto de 5 millones de euros, esta actuación se centra en la parte final de la vía verde del Pas, conectando la ciudad de Santander con el valle del Pas hasta el límite con la provincia de Burgos, y pretende crear equipamientos y servicios turísticos para atraer más visitantes al valle. La actuación incluirá cuatro proyectos: aparcamiento disuasorio, una senda ciclable y peatonal hasta la boca norte del túnel de la Engaña, un centro de recepción de visitantes y la rehabilitación de la estación de Yera, que será un albergue, sala expositiva y restaurante.